# شافلاره
شافلاره (به لهستانی:  Szaflary) یک روستا در لهستان است که در گمینا شافلاره واقع شده‌است. شافلاره ۲٬۲۰۰ نفر جمعیت دارد.